# کارلوس باربرو
کارلوس باربرو (اسپانیایی: Carlos Barbero‎؛ زادهٔ ۲۹ آوریل ۱۹۹۱) دوچرخه‌سوار اهل اسپانیا است.
از باشگاه‌هایی که در آن رکاب زده‌است می‌توان به کاخا رورال-سگوروس رخا و تیم موویستار اشاره کرد.